# Приморские провинции
Примо́рские прови́нции (англ. Maritime provinces, the Maritimes; фр. Provinces maritimes) — собирательное название трёх провинций на востоке Канады:
- Нью-Брансуик
- Новая Шотландия и
- Остров Принца Эдуарда.

На атлантическом побережье приморские провинции являются подгруппой области, называемой Атлантической Канадой. Приморские провинции — это историческое место обитания народов микмак и малисит и, начиная с 1600-х годов, имеющее обширную историю французских и английских поселений, которая образовала уникальную культуру, предшествующую канадской.
Приморские провинции лежат перед Атлантическим океаном и различными его бассейнами, такими как залив Мэн и залив Святого Лаврентия. Область расположена к северу от Новой Англии, к югу от квебекского Гаспе и к юго-востоку от острова Ньюфаундленд. (При употреблении в политическом смысле, название региона пишут с заглавной буквы, тогда как обычное значение состоит в описании восточного побережья).
Приморские провинции вместе с северо-восточной провинцией Ньюфаундленд и Лабрадор часто называют Атлантической Канадой. Хотя она расположена на побережье залива Святого Лаврентия, физически эта провинция отделена от приморских провинций. Она также имеет уникальную и отличную от других историю, как присоединившийся к Канаде доминион Ньюфаундленд спустя 80 лет после трёх приморских провинций. Четыре атлантических провинции Канады в сочетании с двумя провинциями центральной Канады иногда называют Восточной Канадой.
Были большие обсуждения о создании Приморского союза трёх провинций; тем не менее, первые обсуждения по этой теме в 1864 году на Шарлоттаунской конференции вместо этого привели к образованию Канадской конфедерации, которая сформировала крупный доминион Канады.

## Основные сообщества
Основные сообщества области включают в себя Галифакс и Сидней в Новой Шотландии; Монктон, Сент-Джон и Фредериктон в Нью-Брансуике; и Шарлоттаун на острове Принца Эдуарда.